# Maud Francis
Maud Montacute (Londra, 1370 – 1424) fu una contessa di Salisbury e madre adottiva del futuro re Enrico V d'Inghilterra.

## Biografia
Era figlia di Adam Francis, Sindaco di Londra, e Alice Champneis, entrambi di Londra.
Si sposò tre volte. Il suo primo marito fu John Aubrey e il suo secondo Sir Alan Buxhull, cavaliere dell'ordine della Giarrettiera.
Il suo terzo marito fu John Montacute, III conte di Salisbury a cui diede cinque figli:
- Richard Montacute
- Thomas Montacute, IV conte di Salisbury
- Lady Anne Montacute
- Lady Margaret Montacute
- Lady Elizabeth Montacute

Dopo la morte di Maria di Bohun, suo figlio, Enrico di Monmouth, venne affidato alle cure di Maud e di suo marito da parte del padre Henry Bolingbroke, il futuro re Enrico IV d'Inghilterra.
I conti di Salisbury crebbero e accudirono il futuro re Enrico nel maniero di Courtfield in Herefordshire . L'effigie presente nella chiesa di Welsh Bicknor si ritiene sia quello della contessa.
Nel 1400 suo marito venne giustiziato per tradimento dal re Enrico IV. Nel 1420 Maud presentò una petizione a re Enrico V perché i resti del conte fossero trasferiti dall'abbazia di Cirencester all'abbazia di Bisham Priorato.